# H'lven
En el universo ficticio de DC Comics, H'lven es un planeta ubicado en el sector espacial 1014 y el hogar de miembros pasados y presentes de los Green Lantern Corps. H'lven es un mundo arbóreo que alberga a una raza de criaturas inteligentes que parecen roedores (más concretamente, ardillas) llamadas Monks. La tecnología de H'lven se asemeja a la terrestre de comienzos del siglo XXI. La mayoría de sus habitantes prefieren vivir en árboles y no en estructuras artificiales.
Aunque los Monks son la especie dominante en el planeta, existen otras razas inteligentes en H'lven que se asemejan a versiones antropomórficas de topos, zorros, osos, y águilas. Esta cualidad antropomórfica podría ser una característica natural de la galaxia en que H'lven reside, ya que otros planetas cercanos parecen tener habitantes similares.
Igual que la Tierra y Korugar, aparentemente H'lven produce individuos que poseen la habilidad de sobreponerse al miedo, una rasgo imprescindible para los Green Lantern Corps. Ha habido al menos dos Monks que fueron elegidos miembros de los Corps: Ch'p y B'dg.

## Otros medios
En Mis aventuras con Superman es uno de los planetas exterminados por Supergirl controlada mentalmente por Brianiac
- Datos: Q5627815